# Accident ferroviaire d'Éséka
L’accident ferroviaire d’Éséka est un déraillement survenu le 21 octobre 2016 à 13 h 30, près de la gare d'Éséka sur la ligne de Douala à Yaoundé à Éséka au Cameroun. Le train avait été doublé (seize voitures au lieu de neuf habituellement). L'accident a fait 79 morts et 551 blessés.

## L'accident

### Contexte

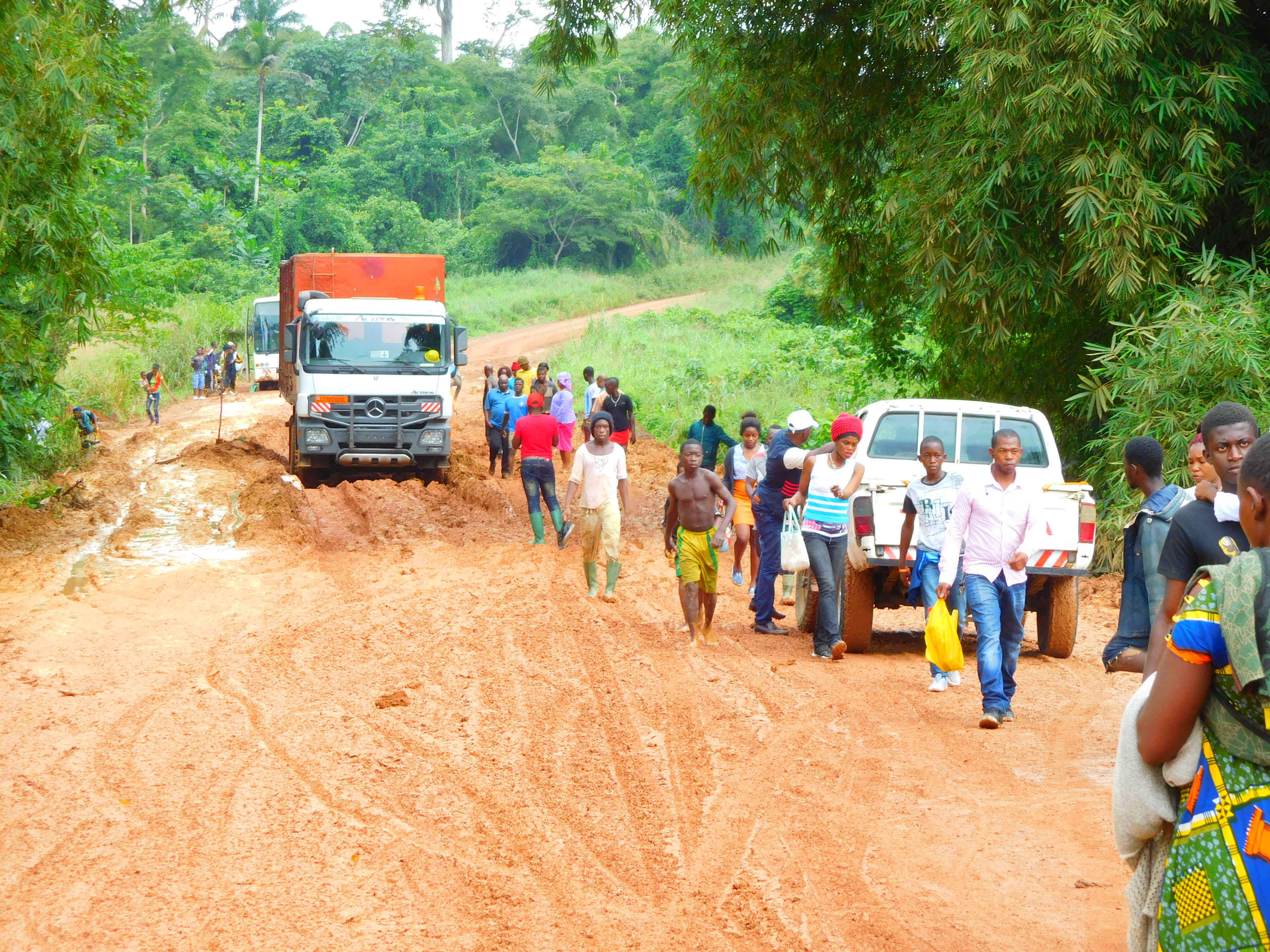
La Route Boumnyébel-Éséka

Le trafic routier entre Yaoundé et Douala était coupé dans la matinée au niveau de Manyaï dans la commune de Matomb sur la route nationale 3 en raison de la rupture d'un aqueduc. Cette route étant très fréquentée, de nombreuses personnes étaient à la recherche d'une alternative. C'est ainsi que la Camrail et que la Camair-Co ont été mobilisées.
La Camrail — société de Bolloré Transport & Logistics et concessionnaire de l'État du Cameroun pour le transport ferroviaire — devant faire face au fort afflux de voyageurs, avait décidé d'ajouter huit voitures au train 152 reliant Yaoundé à Douala qui en comptait habituellement neuf, augmentant la capacité du train à entre 1 200 et 1 300 passagers.

### Déroulement

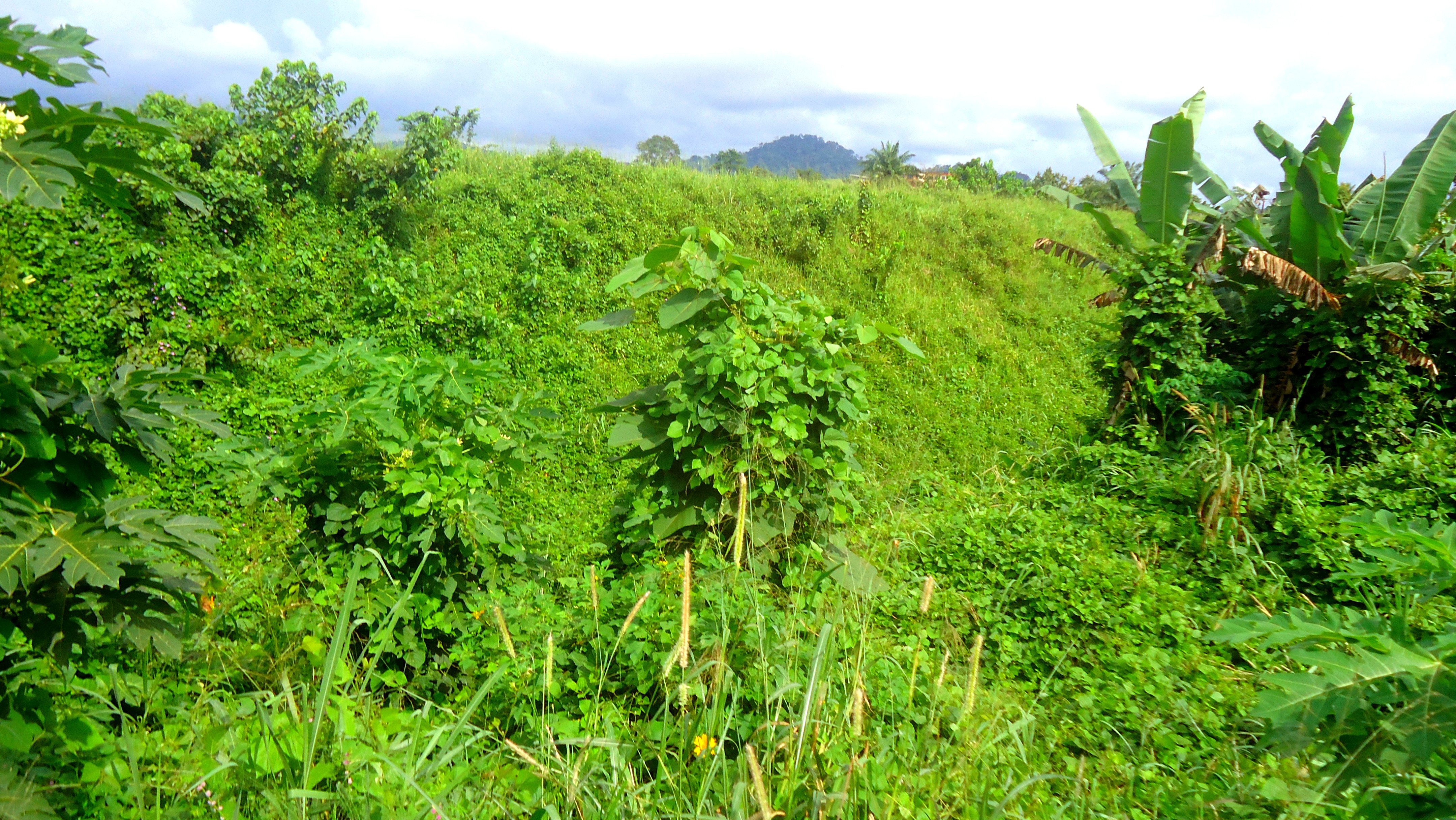
Le ravin dans lequel les voitures ont basculé à Éséka.

Parti de Yaoundé à 11 h 15, le train 152 de la Camrail composé d'une locomotive tractant seize voitures et un fourgon à bagages, à destination de Douala (une partie du Transcamerounais) a déraillé à proximité de la gare d'Éséka : une quinzaine de voitures se sont renversées dont quatre ont basculé dans un ravin.

### Secours
Les quatre voitures dans le ravin retiennent les corps de voyageurs incarcérés, ce qui rend difficile la tâche du génie, la désincarcération devant respecter l'intégrité des corps.
Exceptionnellement, les hôpitaux ont soigné les victimes dès leur réception, alors qu'il faut normalement payer d'avance, même aux urgences,.
À l’hôpital de district d’Éséka, plus de cinq cents blessés ont été transportés avant d’être acheminés dans des hôpitaux de Douala et de Yaoundé, la pharmacie est vide. Des corps qui se trouvaient à la morgue ont été amenés à Yaoundé. Les soixante lits que compte l’hôpital sont en mauvais état, ainsi que les deux brancards.

### Bilan humain
Un bilan établi le 24 octobre faisait état d'au moins soixante dix-neuf morts  et de cinq cent cinquante et un blessés,. Ce bilan est considéré comme largement sous-estimé, d'autant que les autorités qui le donnent ont d’abord, tout simplement, nié l'accident lui-même.
La télévision nationale évoquait initialement un bilan d’au moins soixante morts et plus de six cents blessés, Reuters évoque pour sa part « au moins soixante quinze morts ». À Yaoundé, où les morts étaient transférés le lendemain de la catastrophe, « entre soixante et soixante dix corps » [avaient été reçus] à la gare, ainsi qu’une cinquantaine de blessés. De nombreux blessés et corps ont également été transférés à Douala.
La liste des victimes et leur nationalité ne sont pas connues définitivement. La France est le seul pays étranger à déplorer la mort d'un de ses ressortissants dès le lendemain.

## Causes

### Premières hypothèses
- Certains passagers ont mis en cause la vitesse excessive du train[11]. Un responsable de l’entreprise Bolloré confirme que la vitesse du train était « anormalement élevée ». Éric Melet, président de Bolloré Africa Railways, précise que « des éléments [...] semblent montrer que le train en approche était à une vitesse de l'ordre de 80-90 km/h dans des zones où il aurait dû être à des vitesses beaucoup plus basses ». En effet, selon ce dirigeant, la vitesse est limitée à 40 ou 50 km/h dans les zones de ralentissement contre 80 à 90 km/h sur le reste du parcours[12].
- Des Camerounais s'exprimant sous couvert d'anonymat mettraient en cause la qualité du système de freinage du train[13]. Camrail assure que le système de freinage a été contrôlé. Le conducteur a cependant vu son bulletin d'ordres validé par la hiérarchie[14].
- L’ajout de nouvelles voitures pour augmenter la capacité du train a été rapidement pointé du doigt. Cependant, il apparaît que la Camrail y procède régulièrement ce qui semble donc l'écarter des causes probables[réf. nécessaire]. Deux types de voitures composaient la rame : des voitures récentes, achetées à une entreprise chinoise depuis moins de deux ans, et d'autres datant des années 1980, en queue[15].

### Enquêtes et responsabilités
Des enquêtes judiciaire, administrative, et interne par Bolloré Africa ont été ouvertes. Des doutes sont émis sur leur indépendance et sur l'obtention d'un résultat.
Le 31 octobre 2016, les ministres Edgar Alain Mébé Ngo'o et Emmanuel Nganou Djoumessi ont été auditionnés par la Commission d’enquête du gouvernement que préside le Premier ministre, Philémon Yang. Cette commission a un délai de trente jours pour présenter les résultats de son enquête.
Le 2 novembre 2016, un collectif de 28 personnes a déposé plainte devant le tribunal de grande instance d’Eseka contre Camrail et Bolloré Railways. Le but de cette action collective soutenue par l'avocat Guy Olivier Moteng est que les victimes puissent obtenir une indemnisation, après que la lumière aura été faite sur les causes de l'accident. Le groupe de plaignants envisage également un dépôt de plainte devant la juridiction administrative, au motif que c'est la coupure de la route nationale — sous la responsabilité de l'État — qui a suscité la forte augmentation de la capacité du train.
Un collectif d’avocats camerounais a aussi déposé une demande d’ouverture d’enquête judiciaire en France et estime que la justice française devrait se pencher sur la gestion au Cameroun de l’entreprise[Laquelle ?] par des ressortissants français, dont son directeur général Didier Vandenbon.
Un collectif d’avocats représentant des victimes de l’accident a signé une entente avec le cabinet britannique Harding Mitchell qui avait obtenu l'indemnisation de 4 000 personnes victimes des déchets toxiques du Probo Koala en Côte d'Ivoire,.
Le 19 décembre 2016, les avocats du collectif des victimes déposent plainte contre Total, actionnaire de Camrail.
Le vendredi 17 février 2017, deux nouvelles plaintes ont été déposées contre X par le Syndicat professionnel des conducteurs de train du Cameroun à Nanterre et Créteil.
Dans le reportage du 22 novembre 2016 du correspondant de France 24 au Cameroun, Patrick Fandio et Zigoto Tchaya affirment - documents exclusifs à l'appui - que la commission d'enquête relève des défaillances graves du transporteur Camrail. Benoit Essiga, ex-conducteur et expert consulté par la commission parle d'un « choc violent ayant déchiqueté les wagons bondés ». Le reportage produit une 'feuille de composition', document de Camrail, enregistrant dix sept voitures pesant 675 tonnes, soit 25 tonnes de plus que le maximum - 650 tonnes - fixé par le transporteur dans son « instruction générale S7.0 » de procédures internes. Le conducteur a dû obtenir un « Bulletin d'ordre ou Avis N° 0111428 » signé le 21 octobre à 11h09 par sa hiérarchie pour quitter la gare en surcharge. Les huit voitures CSR de marque Nanjing Puzhen Co., Ltd, achetées en Chine en 2013 et, « d'après les calculs de l'expert, rajoutées à la hâte au convoi », sont répertoriées dans les documents Camrail comme présentant un freinage déficient. L'expert conclut à un excès de vitesse dû à un défaut de freinage et à la perte de contrôle du train sur une section de la ligne qui présente une pente sur plus de 38 km - réputée dangereuse selon le reporter. La vitesse y est limitée à 40 km/h mais le train y roulait à 96 km/h. Le 21 octobre, avant le drame, une inspection interne à Camrail répertorie entre autres défauts (vitres fissurées, manque flexibles CF 1102) un « manque de freinage rhéostatique » sur la voiture 151 VE et une « usure complète des semelles de frein ».

#### Responsabilités publiques
Le ministre des Transports affirme dans une interview que Camrail a décidé en interne d'augmenter la capacité des trains.

#### Responsabilités du concessionnaire
Sous le feu des critiques, la société Camrail, filiale de Bolloré Africa Railways, a assuré dans un communiqué « mettre en œuvre tous les moyens nécessaires pour prendre en charge les personnes blessées et assurer un soutien aux familles touchées par ce drame ».
Sur ordre des autorités, un train est affrété pour ramener à Yaoundé les blessés et les morts. Le concessionnaire offre de rembourser les tickets des voyageurs. Camrail et son assureur sont convenus de la mise à disposition d’un montant de 1,5 million de FCFA pour les frais funéraires par victime et la prise en charge des frais d’obsèques.
Camrail affirme par ailleurs que « des enquêtes techniques sont menées pour déterminer les causes de cet effroyable accident et leurs conclusions, dès qu’elles seront connues, feront l’objet d’une communication ».
Le groupe a annoncé que le train roulait vite, mettant en cause le conducteur, placé en garde à vue, tandis que ses collègues estiment que c'est le freinage qui était défaillant.
Le DG et le PCA de Camrail remettent leur démission 8 mois après la catastrophe ferroviaire.

## Responsabilités
Le 23 mai 2017, la Présidence de la République du Cameroun rend public le rapport de la commission d’enquête créée le 25 octobre 2016. Le transporteur de chemin de fer Camrail, filiale de Bolloré, est déclaré responsable de la catastrophe ferroviaire,.

## Réactions
Une stèle à la mémoire des victimes est mise en construction.

### Officiels
À la suite de cette tragédie, le président de la République, Paul Biya, qui se trouvait en Suisse depuis trente sept jours, rentre au Cameroun le 24 octobre.
Edgar Alain Mébé Ngo'o, ministre des Transports, et André Mama Fouda, ministre de la Santé, se sont rendus le jour même sur le lieu de l'accident.
Dans une interview, le ministre affirme que le déraillement s’est produit à 13 h, alors qu'il démentait une rumeur affirmant, photos truquées à l'appui, qu'un déraillement s'était produit quelques heures avant. Il affirme qu'il est de la responsabilité des compagnies de transport d'avoir décidé d'augmenter le nombre de voitures et de voyageurs,,.
Les autorités assurent la prise en charge des soins aux accidentés.
Après la catastrophe d’Eséka, l’État camerounais obtient de Bolloré le partage des pouvoirs dans le top management de Camrail.

### Journée de deuil national
Le président a décrété une journée de deuil national le lundi 24 octobre 2016.

### Médias
Les médias camerounais et internationaux couvrent largement et pendant plusieurs jours cet accident ainsi que la rupture d'une buse de drainage des eaux sous la Nationale N3 qui l'a précédé. De nombreux débats ont lieu dans les médias, interrogeant les processus d'attribution de concessions et les responsabilités de groupes comme Bolloré en Afrique. Les réseaux sociaux - Facebook, Twitter, WhatsApp - devancent parfois l'information officielle.

#### Témoignages de victimes
Quelques victimes et proches publient des témoignages.